# Сидервил (Охајо)
Сидервил (енгл. Cedarville) град је у америчкој савезној држави Охајо.

## Демографија
По попису из 2010. године број становника је 4.019, што је 191 (5,0%) становника више него 2000. године.
| Група             | 2000.         | 2010.         |
| Белци             | 3.617 (94,5%) | 3.729 (92,8%) |
| Афроамериканци    | 76 (2,0%)     | 91 (2,3%)     |
| Азијати           | 31 (0,8%)     | 46 (1,1%)     |
| Хиспаноамериканци | 36 (0,9%)     | 89 (2,2%)     |
| Укупно            | 3.828         | 4.019         |